# Cryptopygus tridentatus
Cryptopygus tridentatus är en urinsektsart som beskrevs av Eduard Handschin 1929. Cryptopygus tridentatus ingår i släktet Cryptopygus och familjen Isotomidae. Inga underarter finns listade i Catalogue of Life.